# Jin Hiratsuka
Jin Hiratsuka (japanisch 平墳 迅 Hiratsuka Jin; * 19. Mai 1999 in Gifu, Präfektur Gifu) ist ein japanischer Fußballspieler.

## Karriere
Jin Hiratsuka erlernte das Fußballspielen in der Jugendmannschaft von Shimizu S-Pulse. Seinen ersten Vertrag unterschrieb er 2017 bei Shimizu S-Pulse. Der Verein spielte in der höchsten Liga des Landes, der J1 League. Von Ende August 2020 bis Saisonende wurde er an den Fujieda MYFC ausgeliehen. Der Verein aus Fujieda spielte in der dritten japanischen Liga. Im Februar 2021 unterschrieb er in Suzuka einen Vertrag beim Viertligisten Suzuka Point Getters. Für Suzuka stand er achtmal in der vierten Liga auf dem Spielfeld. Im Januar 2022 wechselte er zum Ligakonkurrenten ReinMeer Aomori FC. Für den Verein aus Aomori bestritt er zehn Ligaspiele. Nach einer Spielzeit wurde sein Vertrag nicht verlängert.